# Сиена Гилъри
Сиена Тиги Гилъри (на английски: Sienna Tiggy Guillory) (родена на 16 март 1975 г.) е английска актриса и бивш модел. Най-известна е с ролята си на Джил Валънтайн в няколко филма от поредицата „Заразно зло“. Други по-известни роли са ѝ тези на Хубавата Елена в минисериала „Елена от Троя“ и Аря в „Ерагон“.